# Hortto Kaalo
Hortto Kaalo kelet-európai és francia cigányzenére specializálódott finn zenekar, finn és cigány nyelven lépnek fel. Az együttest 1969-ben Feija Åkerlund, Marko Putkonen, Taisto Lundberg és Heikki Nyman alapította. Közülük Nyman nem sokkal az alapítás után Svédországba költözött.
A tagok közül Feija Åkerlund és Marko Putkonen végig az együtteshez tartozott, Lundberg és Ellen Hagert (művésznevén Iris Ellen) gyakran csatlakozott hozzájuk. Az együttes cigány neve „igazi cigányt” jelent.
Hortto Kaalo első kislemeze 1970-ben a Miért nem nyílnak meg előttünk az ajtók című volt. A banda első két albuma aranylemez lett. A csoport a televízióban is fellépett. Az első szórakoztató sorozatot Tuovi és Marko Putkonen és Reima Nikkinen írta.
A zenekar az 1970-es évek végén abbahagyta az aktív koncertezést. Egyik tagja, Marko Putkonen operaénekesként vált híressé. Hortto Kaalo újra az 1990-es években adott ki albumot.
A Hortto Kaalo tagjai részt vettek gyermekzene készítésében is, és számos dalt rögzítettek MA Numminen és Pekka Jalkanen Iso mies ja keijukainen albumához, valamint az azt követő Oskari Olematon - Suutari Joonasen iltapäivä I. rész albumához.
A zenekar ritkábban, de fellépett a 2000-es években is.
2012 októberében a zenekar 40 éves jubileumi albumot adott ki, és ünnepi koncertet szervezett a Finn Nemzeti Színházban.

## Albumok
- Hortto Kaalo (1971)
- Hai Hortto Kaalot (1972)
- Kéz a kézben és előleg (1973)
- Ne felejtsd el a fájdalmat (1976)
- The Best Of (1978)
- Ezt az országot szeretem (1980)
- Az érzés elég (1992)
- 20 kedvenc – Nobody's Neighbor (1996)
- A legenda 40 éves (2012)

## Fordítás
- Ez a szócikk részben vagy egészben  a   Hortto Kaalo című angol Wikipédia-szócikk ezen változatának fordításán alapul.  Az eredeti cikk szerkesztőit annak laptörténete sorolja fel. Ez a jelzés csupán a megfogalmazás eredetét és a szerzői jogokat jelzi, nem szolgál a cikkben szereplő információk forrásmegjelöléseként.